# Laxotethya dampierensis
Laxotethya dampierensis är en svampdjursart som beskrevs av Sarà 2002. Laxotethya dampierensis ingår i släktet Laxotethya och familjen Tethyidae.
Artens utbredningsområde är havet kring Australien. Inga underarter finns listade i Catalogue of Life.